# Frauke Hundeling
Frauke Hundeling (Bramsche, 27 de junio de 1995) es una deportista alemana que compite en remo. Ganó tres medallas en el Campeonato Europeo de Remo entre los años 2017 y 2025.

## Palmarés internacional
| Campeonato Europeo | Campeonato Europeo       | Campeonato Europeo | Campeonato Europeo |
| Año                | Lugar                    | Medalla            | Prueba             |
| ------------------ | ------------------------ | ------------------ | ------------------ |
| 2017               | Račice (República Checa) | Medalla de oro     | Cuatro scull       |
| 2020               | Poznań (Polonia)         | Medalla de plata   | Ocho con timonel   |
| 2025               | Plovdiv (Bulgaria)       | Medalla de plata   | Cuatro scull       |